# Kaleibar
Kaleibar (farsi کلیبر) è il capoluogo dello shahrestāndi Kaleibar nell'Azarbaijan orientale. 
A sud-ovest della città si trovano le rovine del castello di Babak Khorramdin.